# 黎文德
黎文德（越南语：／，1793年—1842年），越南阮朝官員、詩人。
1833年，岱依族人農文雲發動叛亂，黎文德被任命為三宣總督軍務，會同參贊阮公著一起前去鎮壓，直至1835年平定，他也因軍功受封恩光子。1840年，黎文德被任命為欽差，以尹蘊為副欽差，前往高棉丈量土地、制定稅收、檢查來往商船。翌年明命帝駕崩，紹治帝繼位，任命他兼任兵部尚書，鎮守鎮西城。黎文德因病被召回國內，擔任定邊總督。
1842年，暹羅入侵朱篤、河仙，黎文德被任命為協辦大學士、總統剿部軍務大臣，率軍將其驅逐。回京後獲得嘉獎。11月，紹治帝派他檢閱南圻六省軍隊。他於途中卒於廣南省，阮廷贈少保，例諡文懿。
黎文德也是一位詩人。他與李文馥一起著有《周原雜咏》。